# Guitry (underprefektur)
Guitry är en underprefektur i Elfenbenskusten. Den ligger i departementet med samma namn, i den södra delen av landet, 140 km söder om huvudstaden Yamoussoukro.